# إيزوبيلني
إيزوبيلني (بالروسية: Изобильный) هي إحدى مدن روسيا في الكيان الفدرالي الروسي ستافروبول كراي.